# Todokanai ai to shitteita no ni osaekirezu ni aishitsuzuketa...
Todokanai ai to shitteita no ni osaekirezu ni aishitsuzuketa... (jap. 届カナイ愛ト知ッテイタノニ抑エキレズニ愛シ続ケタ…) – dwudziesty trzeci singel japońskiego artysty Gackta, wydany 10 sierpnia 2005 roku. Utwór tytułowy wykorzystano jako piosenkę przewodnią w dramie Keiyaku Kekkon (jap. 契約結婚). Singel osiągnął 3 pozycję w rankingu Oricon i pozostał na listach przebojów przez 9 tygodni. Sprzedano 156 709 egzemplarzy.

## Lista utworów
Wszystkie utwory zostały napisane i skomponowane przez Gackt C.
| Nr | Tytuł | Czas |
| -- | --- | ---- |
| 1. | "Todokanai ai to shitteita no ni osaekirezu ni aishitsuzuketa..." (jap. 届カナイ愛ト知ッテイタノニ抑エキレズニ愛シ続ケタ…)                | 4:44 |
| 2. | "noesis" | 5:59 |
| 3. | "Todokanai ai to shitteita no ni osaekirezu ni aishitsuzuketa..." (jap. 届カナイ愛ト知ッテイタノニ抑エキレズニ愛シ続ケタ…) (instrumental) | 4:44 |
| 4. | "noesis" (instrumental) | 5:52 |